# G.L. Unit
G.L. Unit var ett svenskt experimentellt storband.
G.L. Unit leddes av Gunnar Lindqvist och bestod av en lång rad framstående jazzmusiker, av vilka flera senare kom att ingå i musikgrupper som Arbete & fritid, Iskra och Fläsket brinner. År 1969 utgavs musikalbumet Orangutang! (Odeon 062-34163) och deras musik influerade senare grupper som Lokomotiv Konkret och Iskra. Gunnar Lindqvist var också verksam som musikproducent på EMI, bland annat för Solar Plexus.

## Medlemmar
- Gunnar Lindqvist (saxofon, klarinett, flöjt, keyboards)
- Bernt Rosengren (saxofon, klarinett, flöjt, oboe)
- Allan Olsson (saxofon, flöjt, percussion)
- Göran Freese (saxofon, flöjt)
- Tommy Koverhult (saxofon, flöjt)
- Rune Stålspets (saxofon, flöjt, percussion)
- Gunnar Bergsten (saxofon)
- Alphonso Dantzler (saxofon)
- Bengt Nordström (saxofon)
- Maffy Falay (trumpet)
- Torsten Eckerman (trumpet, percussion)
- Peter Hennix (trumpet, percussion)
- Roland Keijser (klarinett, flöjt, percussion)
- Åke Holmqvist (blockflöjt, melodica)
- Kjell Norlén (gitarr, percussion)
- Allan Wanja (keyboards, blockflöjt, percussion)
- Björn Alke (cello, bas)
- Mats Hagström (cello)
- Ove Karlsson (cello)
- Göran Oskarsson (bas)
- Ivar Lindell (bas)
- Lennart Sandsjö (bas)
- Bosse Skoglund (trummor)
- Bengt Berger (trummor)
- Sune Spångberg (trummor)
- Sven-Åke Johansson (trummor)
- Gunnar Nyberg (trummor)
- Bampe Karlsson (trummor)
- Peter Smoliansky (percussion)